# Nazionale maschile under 20 di calcio a 5 del Cile
La nazionale di calcio a 5 del Cile Under-20 è la rappresentativa di Calcio a 5 Under-20 del Cile ed è posta sotto l'egida della Federación de Fútbol de Chile.
La nazionale cilena ha partecipato ad un solo Sudamericano de Futsal Sub-20, ovvero quella d'esordio nel 2004 a Fortaleza dove ha rimediato un terzo posto nel proprio girone di primo turno, rimanendo esclusa dalle semifinali. Ha raggiunto invece il suo massimo piazzamento nel 2013 a San Cristóbal con un quarto posto sconfitto per 3-1 dai gauchos argentini.

## Partecipazioni al Sudamericano de Futsal Sub-20
- 2004:  Primo turno
- 2006:  non presente
- 2008:  non presente
- 2004:  Primo turno
- 2013:  Quarto posto
- 2014:  Primo turno